# Hem för vård eller boende
HVB-hem, egentligen hem för vård eller boende, är en form av social dygnsvård och är en institution i Sverige som på kommunens uppdrag inrättas för barn, ungdomar, vuxna eller barnfamiljer och som bedriver behandling, omvårdnad, stöd eller fostran. HVB-hem kan exempelvis inrikta sig på missbruksproblematik eller rikta sig till ensamkommande barn.
Dessa boenden kan vara privatägda, kommunalt eller kooperativt ägda och drivna av flera kommuner. En särskild form av HVB är de av staten, genom Statens Institutionsstyrelse (SiS), drivna särskilda ungdomshemmen som skiljer sig från övriga HVB genom att de har särskilda befogenheter vad gäller tvångsmedel och att de till del finansieras genom statskassan. År 2011 fanns det 453 HVB-hem verksamma i Sverige.
Ramarna och reglerna för HVB-hem regleras i första hand av Socialtjänstlagen, Socialtjänstförordningen och i Socialstyrelsens föreskrifter och allmänna råd (SOSFS 2003:20).
Det krävs särskilda tillstånd för att starta ett HVB-hem. Tillståndet kan sökas hos IVO, inspektionen för vård och omsorg. Det finns speciella lagar som reglerar området som HVB-hemmet måste ta hänsyn till. Dessa är bland annat socialtjänstlagen och socialtjänstförordningen.